# Православное епископское собрание Италии и Мальты
Правосла́вное епи́скопское собра́ние Ита́лии и Ма́льты (итал. Conferenza episcopale ortodossa d'Italia e Malta, сокращённо — CEOIM) — координационный орган православных епископов, представляющий Православную церковь на территории Италии и Мальты.
С сентября 2018 года Московский патриархат в одностороннем порядке прекратил своё участие в конференции.

## История
Первое заседание Епископского собрания Италии и Мальты проходило 15-17 ноября 2009 года. На заседании было принято решение подготовить проект внутреннего регламента Епископского собрания Италии и Мальты.
По приглашению митрополита Италийского и Мальтийского Геннадия 31 мая 2010 года в Венеции в здании Италийской митрополии Константинопольского Патриархата состоялась вторая встреча канонических православных епископов Италии и Мальты. На встрече обсуждался проект внутреннего регламента Православного Епископского собрания Италии и Мальты. Был избран ряд членов исполнительного комитета.
17 ноября 2011 года в Венеции в помещениях Италийской митрополии Константинопольского Патриархата состоялось заседание православного епископского совета, обсудившего актуальные вопросы жизнедеятельности приходов Поместных Православных Церквей на территории Италии. Членам совета был представлен секретарь Администрации приходов Московского Патриархата в Италии иеромонах Антоний (Севрюк).
22 ноября 2012 года в Венеции в помещении Италийской митрополии состоялось IV заседание Православного епископского совета Италии и Мальты. В ходе заседания были обсуждены результаты предыдущего совещания, состоявшегося годом ранее в Венеции, а также актуальные вопросы церковной жизни. На совещании был также затронут вопрос противодействия неканоническим группировкам, представляющим серьёзную проблему для всех православных юрисдикций в Италии.

## Участники
- митрополит Геннадий (Зервос) (Италийская митрополия, Константинопольский Патриархат), председатель;
- митрополит Антоний (Севрюк) (Корсунская епархия, Московский Патриархат), вице-президент
- епископ Богородский Амвросий (Мунтяну) (Патриарший экзархат в Западной Европе, Московский Патриархат, викарий)
- епископ Италийский Силуан (Шпан) (Румынский Патриархат), секретарь
- епископ Австрийско-Швейцарский Андрей (Чилерджич) (Сербский Патриархат)
- митрополит Западно- и Среднеевропейский Антоний (Михалев) (Болгарский Патриархат)